# Tourrettes (Var)
Tourrettes – miejscowość i gmina we Francji, w regionie Prowansja-Alpy-Lazurowe Wybrzeże, w departamencie Var.
Według danych na rok 1990 gminę zamieszkiwało 1375 osób, a gęstość zaludnienia wynosiła 40 osób/km² (wśród 963 gmin regionu Prowansja-Alpy-W. Lazurowe Tourrettes plasuje się na 322. miejscu pod względem liczby ludności, natomiast pod względem powierzchni na miejscu 286.).